# Saccoderma
Genre
Saccoderma est un genre de poissons d'eau douce téléostéens de la famille des Characidae (ordre des Characiformes).

## Répartition
Les espèces du genre Saccoderma se rencontrent en Amérique du Sud.

## Liste des espèces
Selon World Register of Marine Species (22 décembre 2023) :
- Saccoderma hastata (Eigenmann, 1913) - Colombie
- Saccoderma melanostigma Schultz, 1944 - espèce type - Venezuela
- Saccoderma robusta Dahl, 1955 - Colombie

## Classification
Le nom valide complet (avec auteur) de ce taxon est Saccoderma Schultz (d), 1944,. Le genre a été créé avec comme espèce type Saccoderma melanostigma.

## Étymologie
Le nom générique, Saccoderma, composé du latin saccus, « sac », et du grec ancien δέρμα, dérma, « peau », fait référence au sac cutané présent sur la nageoire caudale.

## Publication originale
- (en) Leonard P. Schultz, « The fishes of the family Characinidae from Venezuela, with descriptions of seventeen new forms », Proceedings of the United States National Museum, Washington, United States Government Printing Office, vol. 95, no 3181,‎ 6 septembre 1944, p. 235-367 (ISSN 0096-3801 et 2377-6560, OCLC 1259735, lire en ligne).